# Medaglista

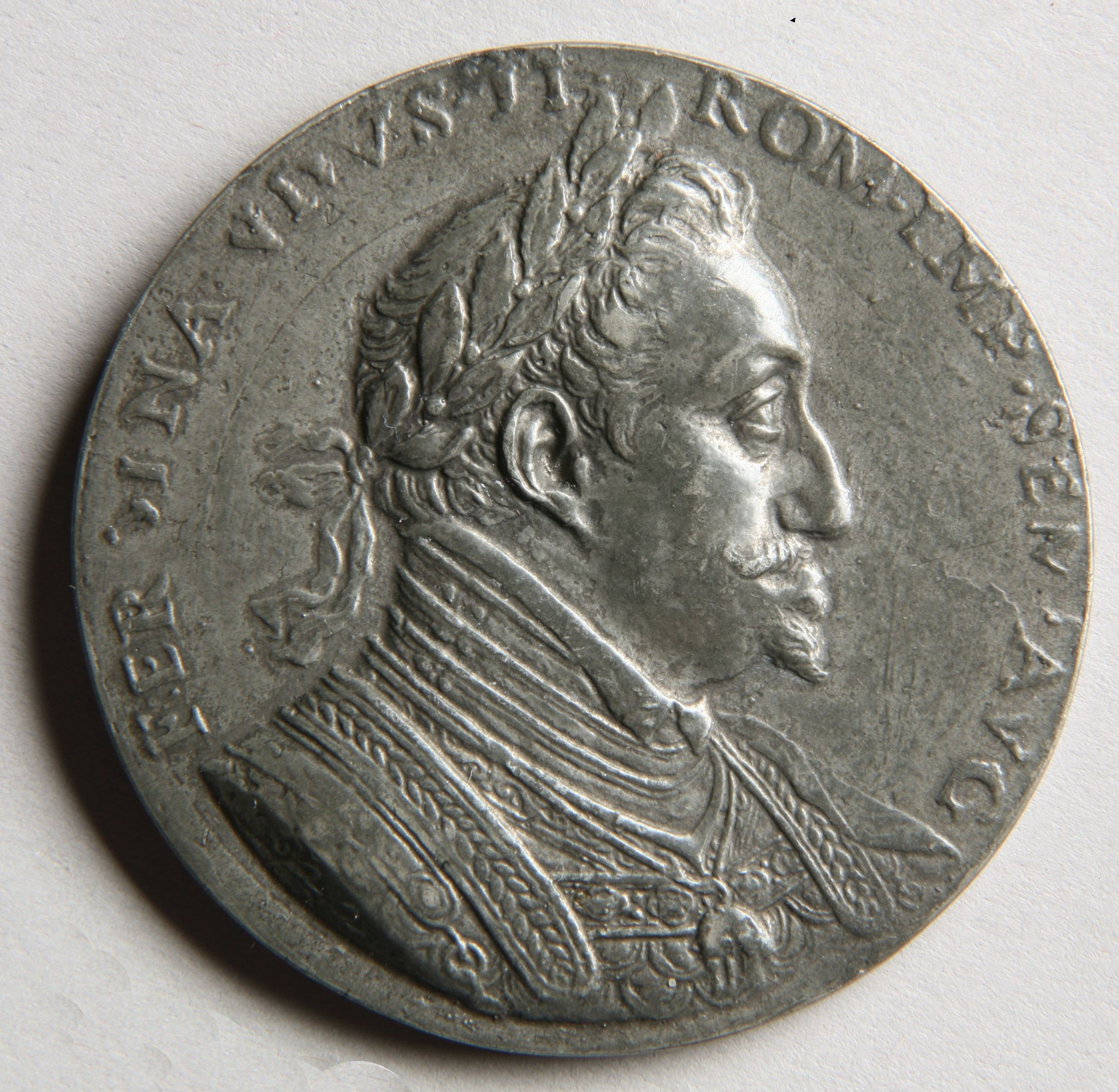
Recto della medaglia commemorativa della Battaglia della Montagna Bianca con ritratto dell'Imperatore Ferdinando II di Giovanni Pietro de Pomis

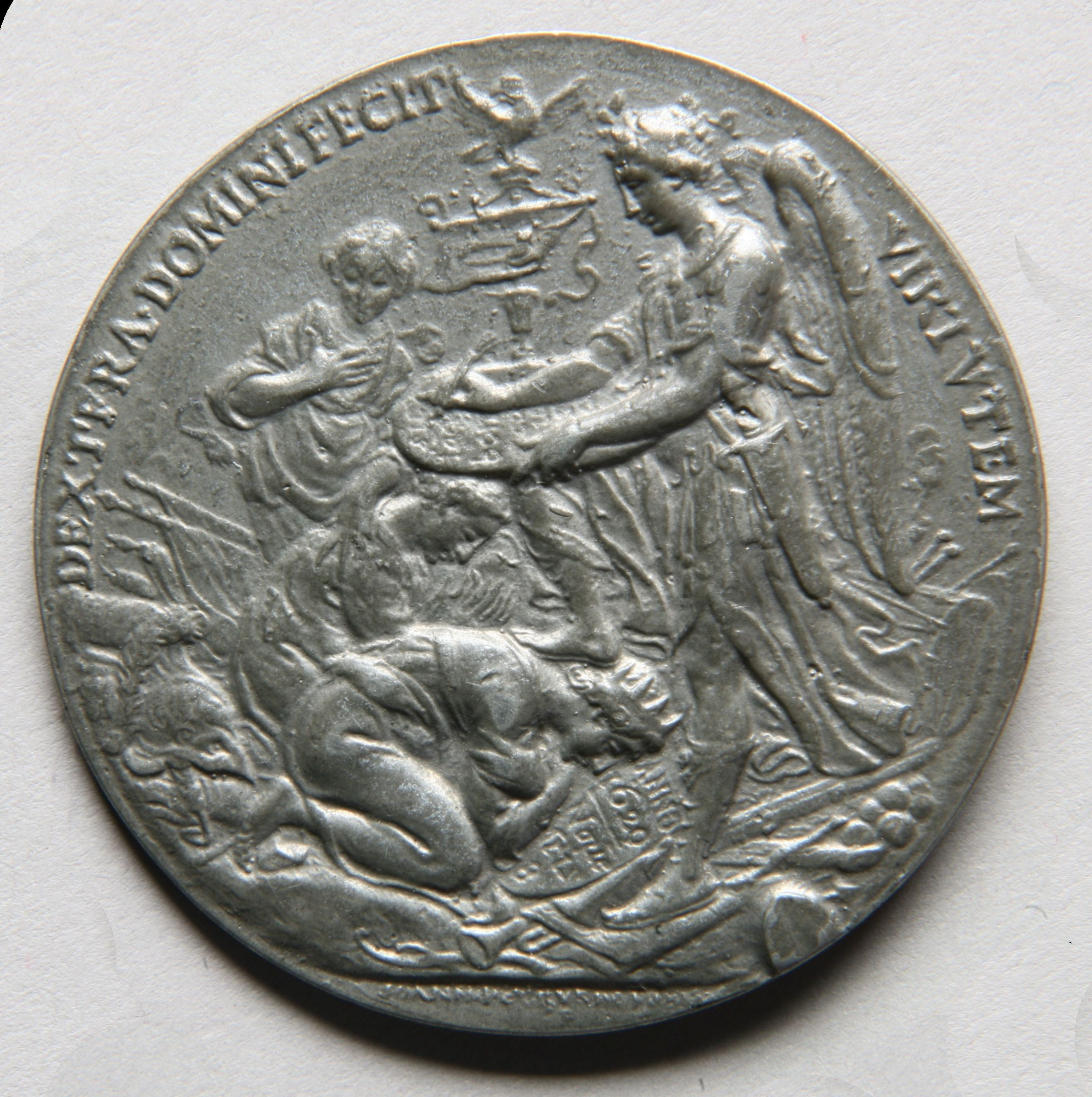
Verso della medaglia commemorativa della Battaglia della Montagna Bianca di Giovanni Pietro de Pomis.

Un medaglista è un artista che disegna medaglie, targhe, distintivi, monete e piccole opere simili in rilievo in metallo.

## Storia e descrizione
Storicamente i medaglisti erano tipicamente coinvolti anche nella produzione dei loro progetti e solitamente svolgevano le professioni di scultore o orafo. Nei tempi moderni i medaglisti sono principalmente scultori di opere più grandi, ma in passato il numero di medaglie e monete prodotte era sufficiente per consentire il sostentamento agli specialisti che hanno trascorso la maggior parte della loro carriera a produrle. Dal XIX secolo l'educazione di un medaglista iniziò spesso come incisore o un'educazione formale in un'accademia artistica, in particolare modellistica e ritrattistica. Sulle monete un marchio, o un simbolo, che indica il medaglista come designer originale era spesso incluso in una posizione nascosta, simbolo che non deve essere scambiato per quello del maestro di zecca. Le medaglie e le targhe artistiche sono spesso firmate in modo ben visibile dall'artista.